# Лобов, Евгений Петрович
Евгений Петрович Лобов (1912—1964) — советский хозяйственный, государственный и политический деятель.

## Биография
Родился в 1912 году в Пушкино. Член КПСС с 1940 года.
С 1931 года — на хозяйственной, общественной и политической работе. В 1931—1964 гг. — студент Казанского химико-технологического института, бригадир, мастер, инженер завода № 80 в городе Котовск, на комсомольской и партийной работе в Тамбовской области, первый секретарь Тамбовского горкома КПСС. 
Избирался депутатом Верховного Совета РСФСР 4-го созыва.
Делегат XIX, XX и XXI съездов КПСС. 
Умер в Тамбове в 1964 году.